# Классический (порог)
Классический — речной порог на горной реке Чуя в Республике Алтай. Порог относится к 3 категории сложности по российской классификации. Длина порога составляет около 500 метров.

## Физико-географические характеристики порога
Порог Слаломный расположен в нижнем течении реки Чуя у отметки «410 км» федеральной трассы Р256 (Чуйский тракт) в республике Алтай (Онгудайский район), в 2 километрах ниже по течению от порога Бегемот (5—6 к. с.). Сразу после порога Классический начинается порог Слаломный (4 к. с.). Формально граница между порогами почти отсутствует, ориентиром начала порога Слаломный служит левый приток Чуи.

## Технические характеристики порога
Порог Классический относится к 3 категории сложности по российской классификации. Длина порога составляет около 500 метров. Ориентиром начала порога служит группа больших скальных обломков в русле реки. Порог можно пройти без разведки, при необходимости разведка осуществляется с правого берега. Порог представляет собой мощную шиверу с каменными глыбами в русле реки, выступающими над водой. Характерными препятствиями порога являются валы и сливы, высота которых может достигать 1,5 метров. Также местами встречаются прижимы.

## Туризм
Порог Слаломный является одним из препятствий при сплавах по Нижней Чуе. Порог является проходимым для плотов (рафтов), катамаранов, каяков.
Прохождение порога Слаломный входит в программу международного соревнования по водному туризму «Чуя-Ралли». Порог проходится в рамках 14-километровой гонки по нижней Чуе. Традиционно соревнования «Чуя-Ралли» проводятся в начале мая. Первые соревнования в международном формате прошли в 1989 году.